# Viseum

Das Viseum ist ein Museum in Wetzlar, in dem Licht und Farbe das Ausstellungsthema sind.

## Geschichte
Im Jahr 2007 richteten Unternehmen der ortsansässigen optisch-feinmechanischen Industrie das mit einer modernen Didaktik ausgestattete Museum gemeinsam mit der Stadt Wetzlar ein. Im Deutschherrenhof nahe dem Lottehaus und dem Stadtmuseum wurde in barockem Interieur eine Schau zum Licht und zur Farbe eingerichtet. Dabei steht die Vermittlung von Erfahrungen für den Besucher durch interaktive Schaustücke im Vordergrund.

## Themenkreis
Durch seine Industrie ist in Wetzlar ein Zentrum von Optik und Feinmechanik. Brillen, Fotoapparate, Ferngläser und Mikroskopie waren Anlass, diesem Thema eine Ausstellung zu widmen. So wurde von den am Ort ansässigen Unternehmen ein Museum geschaffen, das weniger den Erzeugnissen der Hersteller als vielmehr den Grundlagen der Technik, der angewandten Wissenschaft gewidmet ist. 
Es gibt zehn Ausstellungsbereiche. Dargestellt sind physikalische Grundlagen, Experimente zum Farbensinn sowie Darstellungen zur Nanotechnologie. Hinzu kommen Optik, Augenoptik, Mikroskopie, Teleskopie und Fotografie, Infrarottechnik und optische Sensoren.